# 4757 Liselotte
4757 Liselotte (1973 ST) là một tiểu hành tinh nằm phía ngoài của vành đai chính được phát hiện ngày 19 tháng 9 năm 1973 bởi Cornelis Johannes van Houten, Ingrid van Houten-Groeneveld và Tom Gehrels ở Đài thiên văn Palomar.